# Piero Taruffi
Piero Taruffi, född 12 oktober 1906 i Albano Laziale, död 12 januari 1988 i Rom, var en italiensk racerförare

## Racingkarriär
Taruffi tävlade i formel 1 under 1950-talet. Han kom som bäst trea i formel 1-VM 1952 då han körde för Ferrari. Samma säsong vann han sitt första och enda F1-lopp, Schweiz Grand Prix, i vilket han även satte sitt första och enda snabbaste varv. 

## F1-karriär
| Säsong                | Stall/Tillverkare     | Placering             | Lopp | Poäng | Etta | Tvåa | Trea | Pole | Varv |
| --------------------- | --------------------- | --------------------- | ---- | ----- | ---- | ---- | ---- | ---- | ---- |
| 1950                  | Alfa Romeo            | -                     | 1    |       |      |      |      |      |      |
| 1951                  | Ferrari               | 6                     | 5    | 10    |      | 1    |      |      |      |
| 1952                  | Ferrari               | 3                     | 6    | 22    | 1    | 1    | 1    |      | 1    |
| 1954                  | Ferrari               | -                     | 1    |       |      |      |      |      |      |
| 1955                  | Ferrari Mercedes-Benz | 6                     | 2    | 9     |      | 1    |      |      |      |
| 1956                  | Maserati Vanwall      | -                     | 1    |       |      |      |      |      |      |
| Sammanlagt 6 säsonger | Sammanlagt 6 säsonger | Sammanlagt 6 säsonger | 19   | 41    | 1    | 3    | 1    | 0    | 1    |

| 1. Schweiz 1952                                        | \| 1. Schweiz 1951 2. Storbritannien 1952 3. Italien 1955 \| | 1. Frankrike 1952 |
|                                                        |                                                              |                   |
| 1. Schweiz 1951 2. Storbritannien 1952 3. Italien 1955 |                                                              |                   |

### Snabbaste varv i F1-lopp
1. Schweiz 1952